# Rangers Football Club 2005-2006
Questa voce raccoglie le informazioni riguardanti il Rangers Football Club nelle competizioni ufficiali della stagione 2005-2006.

## Stagione
- In Scottish Premier League i Rangers si classificano al terzo posto (86 punti), dietro al Heart of Midlothian e davanti all'Hibernian.
- In Scottish Cup sono eliminati al quarto turno dall' Hibernian (0-3).
- In Scottish League Cup sono eliminati ai quarti di finale dal Celtic (0-2).
- In Champions League, sono eliminati agli ottavi di finale dal Villarreal (3-3 complessivo con gol in trasferta a sfavore).

## Maglie e sponsor
| Casa | Trasferta | Terza divisa |

## Rosa
| N. |                              | Ruolo | Calciatore         |
| -- | ---------------------------- | ----- | ------------------ |
| 1  | Germania (bandiera)          | P     | Stefan Klos        |
| 2  | Paesi Bassi (bandiera)       | D     | Fernando Ricksen   |
| 3  | Francia (bandiera)           | D     | Olivier Bernard    |
| 4  | Belgio (bandiera)            | C     | Thomas Buffel      |
| 5  | Trinidad e Tobago (bandiera) | D     | Marvin Andrews     |
| 6  | Scozia (bandiera)            | C     | Barry Ferguson     |
| 7  | Algeria (bandiera)           | C     | Brahim Hemdani     |
| 8  | Scozia (bandiera)            | C     | Alex Rae           |
| 9  | Croazia (bandiera)           | A     | Dado Pršo          |
| 10 | Spagna (bandiera)            | A     | Nacho Novo         |
| 11 | Scozia (bandiera)            | C     | Gavin Rae          |
| 12 | Scozia (bandiera)            | D     | Robert Malcolm     |
| 14 | Grecia (bandiera)            | D     | Sotirios Kyrgiakos |
| 15 | Scozia (bandiera)            | A     | Kris Boyd          |
| 16 | Francia (bandiera)           | D     | Julien Rodriguez   |
| 17 | Scozia (bandiera)            | C     | Christopher Burke  |

| N. |                              | Ruolo | Calciatore              |
| -- | ---------------------------- | ----- | ----------------------- |
| 18 | Francia (bandiera)           | D     | José-Karl Pierre-Fanfan |
| 19 | Scozia (bandiera)            | A     | Steven Thompson         |
| 20 | Scozia (bandiera)            | D     | Alan Hutton             |
| 21 | Inghilterra (bandiera)       | A     | Francis Jeffers         |
| 23 | Argentina (bandiera)         | A     | Federico Nieto          |
| 24 | Scozia (bandiera)            | D     | Ian Murray              |
| 25 | Paesi Bassi (bandiera)       | P     | Ronald Waterreus        |
| 26 | Danimarca (bandiera)         | C     | Peter Løvenkrands       |
| 31 | Tunisia (bandiera)           | C     | Hamed Namouchi          |
| 34 | Scozia (bandiera)            | D     | Steven Smith            |
| 38 | Scozia (bandiera)            | C     | Charlie Adam            |
| 41 | Inghilterra (bandiera)       | P     | Lee Robinson            |
| 44 | Scozia (bandiera)            | A     | Ross McCormack          |
| 51 | Scozia (bandiera)            | D     | Alan Lowing             |
| 66 | Antigua e Barbuda (bandiera) | A     | Moses Ashikodi          |